# John Miller (homme politique au Missouri)
Pour les articles homonymes, voir John Miller et Miller.
John Miller (né le 25 novembre 1781 à Martinsburg, actuellement en Virginie-Occidentale, mort le 18 mars 1846 à Florissant dans le Missouri) est un éditeur américain, vétéran de la guerre de 1812 et politicien du Missouri. Démocrate, il fut le quatrième gouverneur du Missouri avant d'être élu, pour trois mandats, à la Chambre des représentants des États-Unis. Il est inhumé au cimetière Bellefontaine à Saint-Louis.

## Hommages
Le comté de Miller, dans le centre du Missouri, est nommé d'après lui. 